# Љубав кад престане
Љубав кад престане је дванаести албум Индире Радић, и пети који је издала за Гранд продукцију. Продуцент албума је био дугогодишњи Индирин сарадник, Горан Ратковић – Рале, а пратећи вокал Ивана Селаков. Марина Туцаковић је написала текстове девет песама. Најпопуларнија песма на албуму била је Април. Радићева је снимила спотове за песме Љубав кад престане и Родни крај.

## Песме
На албуму се налазе следеће песме:
1. Љубав кад престане 4.01 
(Г. Ратковић - М. Туцаковић - Г. Ратковић)
2. Април 3.09 
(Г. Ратковић - М. Туцаковић - Г. Ратковић)
3. Хвала што ниси 3.38 
(К. Лесендрић - М. Туцаковић - К. Лесендрић)
4. Родни крај 3.56 
(Ф. Куртовић - Г. Ратковић)
5. Клетва 3.45 
(Г. Ратковић - М. Туцаковић - Г. Ратковић)
6. Малине 4.19 
(Г. Ратковић - М. Туцаковић - Г. Ратковић)
7. Седам смртних грехова 4.02 
(Г. Ратковић - М. Туцаковић - Г. Ратковић)
8. Увек сам лоша први пут 3.50 
(Г. Ратковић - М. Туцаковић - Г. Ратковић)
9. Десет, девет, три, два, један 3.15 
(Г. Ратковић - М. Туцаковић - Г. Ратковић)
10. Казна за безобразне 4.06 
(Г. Ратковић - М. Туцаковић - Г. Ратковић)
11. Родни крај 2.51 
(трубачки оркестар Небојше Ивановића)